# Rueda portuguesa
La rueda portuguesa es una clase de estafa del tipo piramidal.
Parecida a la célula de la abundancia o bola solidaria, la estafa salió a la luz por primera vez en 2010 en Galicia, y consiste en captar nuevos «inversores» para cubrir una aportación inicial de 10 000 euros, en lo que sería la primera fase, ascendiendo así «escalones» hasta alcanzar el núcleo de un círculo, cuando se recibe, en teoría, 80 000 euros.